# Acrogomphus
Genre
Acrogomphus  est un genre dans la famille des Gomphidae appartenant au sous-ordre des Anisoptères dans l'ordre des Odonates. On retrouve certaines des espèces de ce genre en Inde

## Liste d'espèces
Ce genre comprend 7 espèces :
- Acrogomphus earnshawi (Fraser, 1924)
- Acrogomphus fraseri Laidlaw, 1925
- Acrogomphus jubilaris Lieftinck, 1964
- Acrogomphus malayanus Laidlaw, 1925
- Acrogomphus minor Laidlaw, 1931
- Acrogomphus naninus (Förster, 1905)
- Acrogomphus walshi Lieftinck, 1935